# Blanke pronkridder
De blanke pronkridder (Tricholomella constricta) is een schimmel behorend tot de familie Lyophyllaceae. Hij leeft saprotroof op grond rijk aan stikstof. Hij groeit in schrale en bemeste graslanden, wegbermen en loofbossen. Hij komt gewoonlijk voor op locaal verrijkte plekken, bijvoorbeeld bij dierenlijken of op plekken waar vee geürineerd is.

## Kenmerken
Hoed
De hoed heeft een witte kleur. De hoed heeft een diameter van 15 tot 25 mm.
Lamellen
De lamellen zijn wit en vrij dicht bij elkaar.
Steel
De steel heeft een lengte van 15 tot 85 mm en een dikte van 7 tot 20 mm.
Geur en smaak
De geur en smaak zijn sterk melig.
Sporen
De sporen zijn geornamenteerd en meten 7-9 × 5-6,5 µm.

## Verspreiding
De blanke pronkridder komt voor in Noord-Amerika, Europa en er zijn enkele waarnemingen uit Azië bekend.
In Nederland komt hij zeldzaam voor. Hij staat op de rode lijst in de categorie 'Ernstig bedreigd'. De oorzaak van de zeldzaamheid en achteruitgang van deze paddenstoel zijn niet bekend.

## Taxonomie
Lange tijd werd de soort tot de pronkridders (Calocybe) gerekend, maar is onder meer op grond van de gestekelde sporen ingedeeld in zijn eigen geslacht Tricholomella.

## Foto's

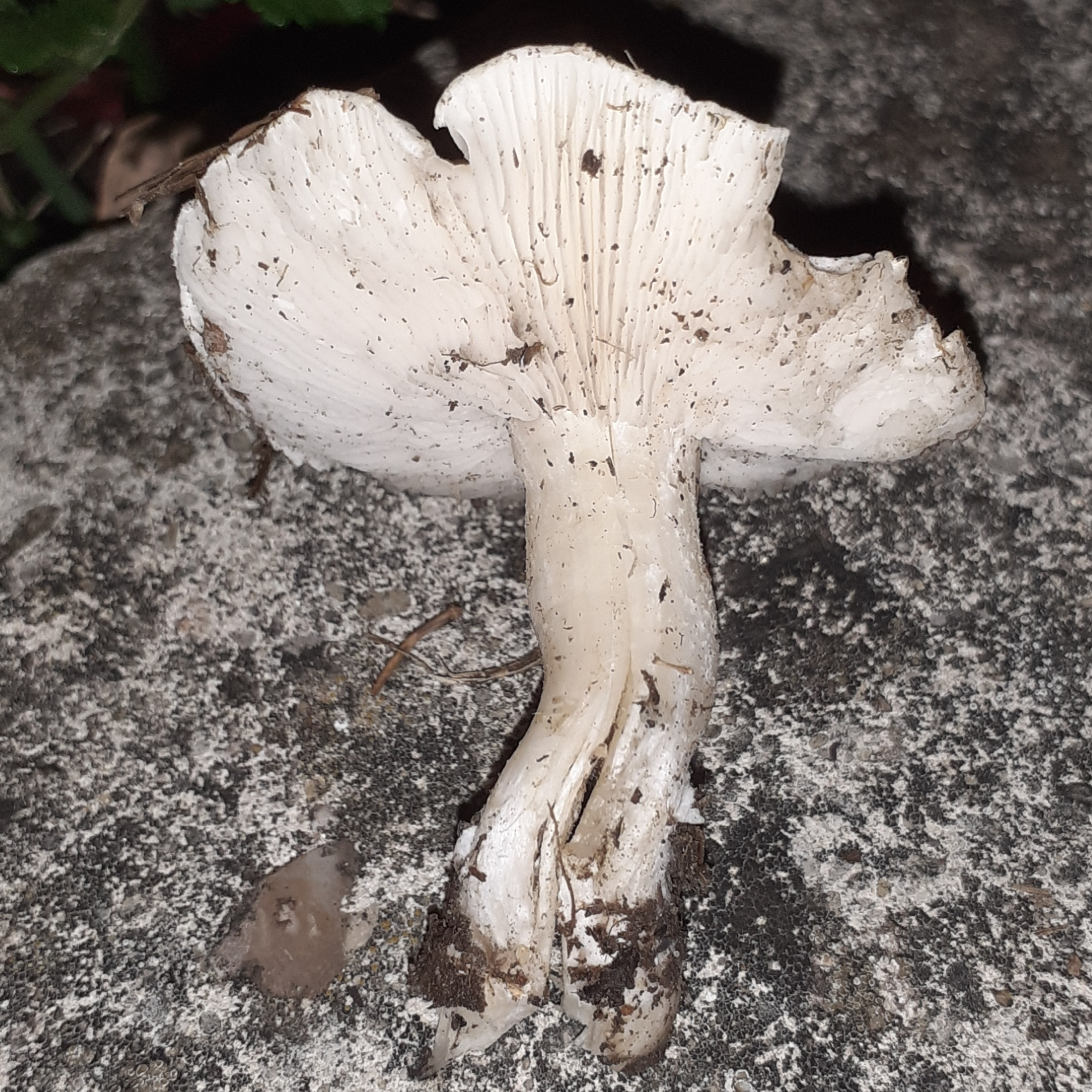
Steel
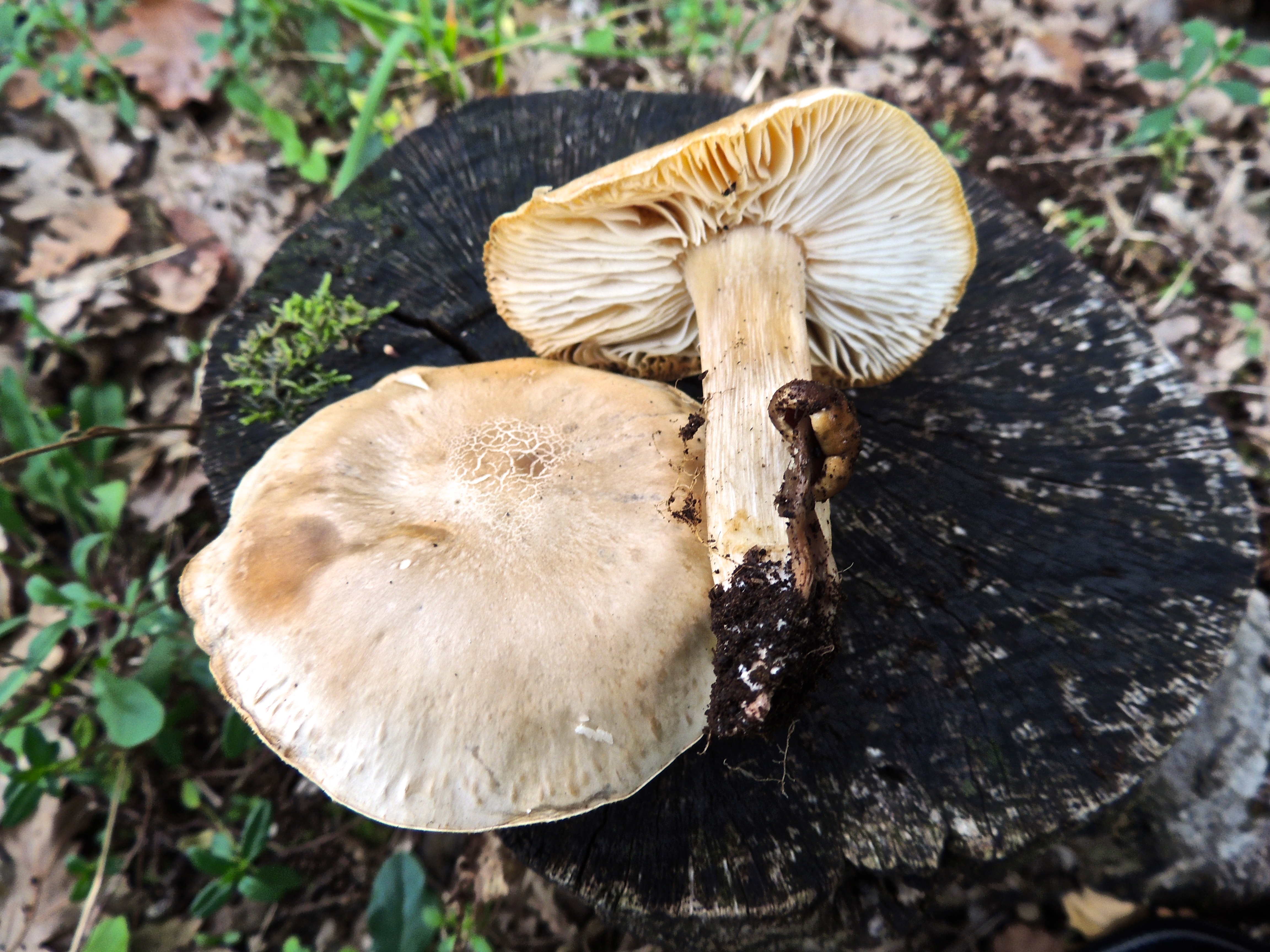
Ouder exemplaar
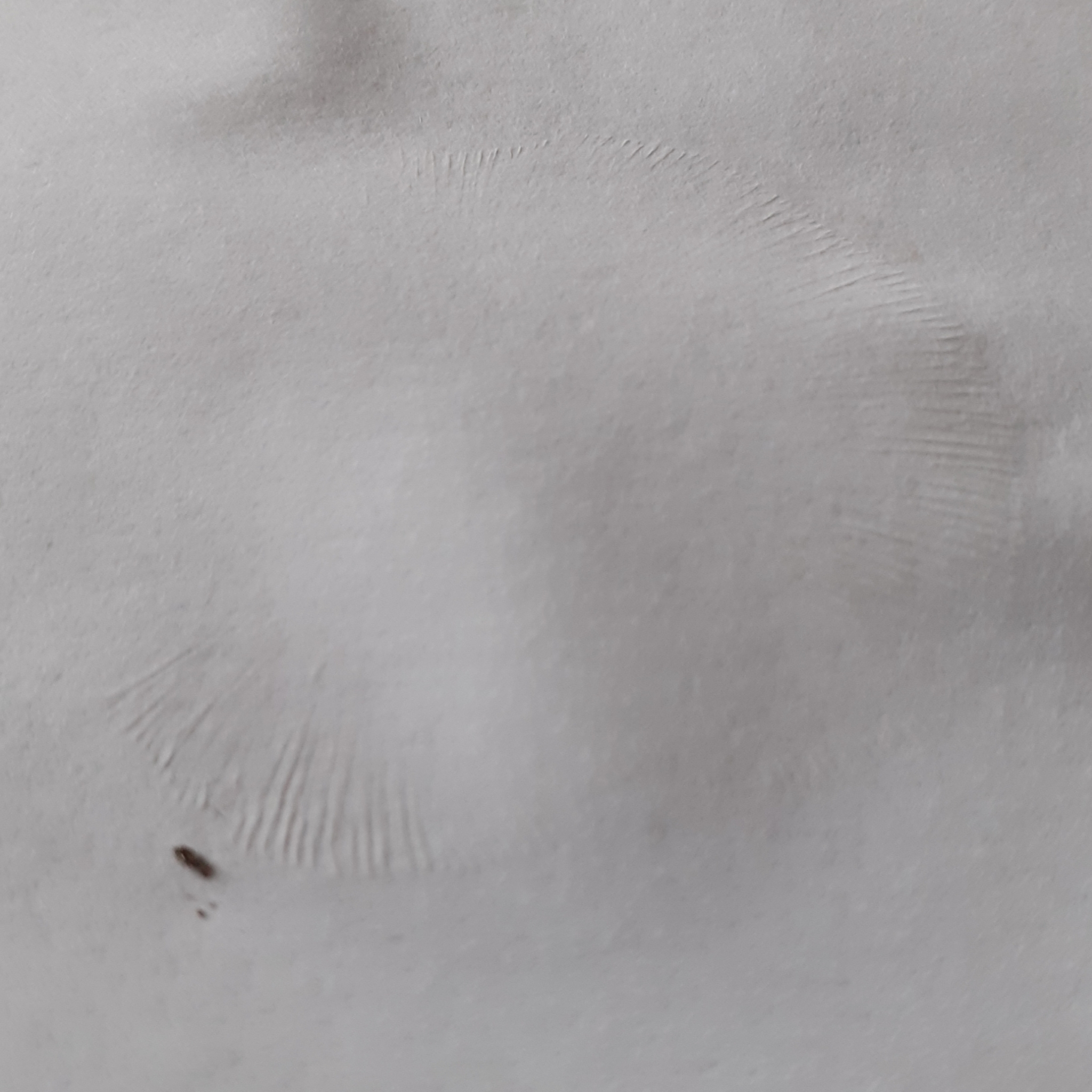
Sporenprint
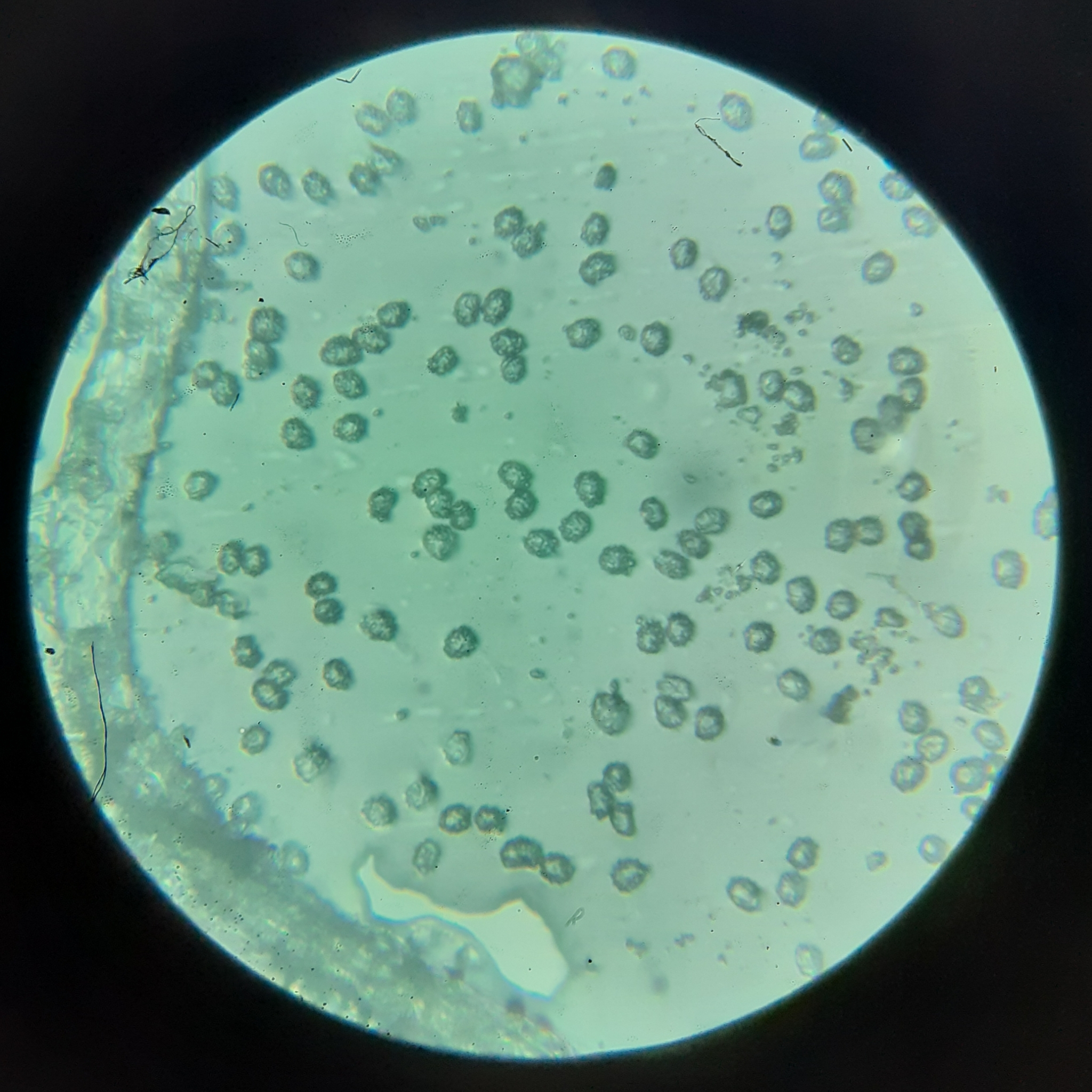
Sporen